# Aït Mahmoud
Aït Mahmoud (en kabyle : At Maḥmud, en caractères tifinaghs : ⴰⵜ ⵎⴰⵃⵎⵓⴷ, en arabe : أيت محمود) est une commune de la wilaya de Tizi Ouzou daira de beni douala en dont le chef-lieu est le village de Taguemount Azouz. 

La commune est située à environ 20 km au sud-est de la ville de Tizi Ouzou, En Kabylie.

## Géographie

### Localisation
La commune d'Aït Mahmoud est située au centre de la wilaya de Tizi Ouzou, plus exactement à 20 km du chef lieu de wilaya (Tizi Ouzou). Elle est délimitée :
- au nord, par la commune d'Irdjen ;
- à l'est, par la commune de Larbaa Nath Irathen ;
- au sud-est, par la commune de Beni Yenni ;
- au sud, par la commune d'Ouadhias ;
- à l'ouest et au nord-ouest, par la commune de Beni Douala.

| Beni Douala | Irdjen      |                     |
| Beni Douala | Aït Mahmoud | Larbaâ Nath Irathen |
|             | Ouadhias    | Beni Yenni          |

### Villages de la commune
La commune d'Aït Mahmoud est composée de 9 villages :
- Agouni Arous , (Aguni Arus)
- Ath El Hadj
- Ath Khelfoune
- Tagragra
- Taguemount Azouz,
- Taourirt Moussa Ouamar
- Tizi Hibel
- Tizi N'Tlakht
- Timegnounine

## Histoire
Avant d'être reconnue en tant que commune, Aït Mahmoud est une tribu rattachée à la confédération ou Âarc (arch) des Ait Aïssi.

## Personnalités liées à Aït Mahmoud
- Dahbia Abrous , Maître de conférences, Docteur Hdr, anthropologue, sociologue également spécialisée dans le champ des études berbères[3] originaire du village de Taguemount Azouz).
- Nacira Abrous Dr, linguiste, sociolinguiste également spécialisée dans le champ des études berbères Aix en Provence également originaire du village de Taguemount Azouz). Auteur en langue kabyle. œuvres disponibles sur Internet
- Toudert ABROUS, journaliste francophone, directeur du Journal LIBERTE. Spécialiste de la communication et de l'information
- Slimane Alem né en 1948. Inspecteur formation professionnelle en retraite, ancien maire d'At-Mahmoud 2012/2017, Écrivain, auteur de Tagmunt-Azuz ,Un village,une commune une histoire.
- Fadhma Aït Mansour Amrouche, écrivain-poètesse bilingue, y est née en 1882 (village de Tizi Hibel).
- Rachid Aliche, écrivain en kabyle (tamazight) né en 1953 au village de Taguemount Azouz et décédé en 2008. Pionnier du roman kabyle avec ASFEL
- Mouloud Feraoun, écrivain, né en 1913 au village de Tizi Hibel.
- Issad Rebrab, entrepreneur, PDG du groupe Cevital, y est né en 1944 au village de Taguemount Azouz.
- Lounès Matoub, poète et chanteur d'expression kabyle, engagé, né en 1956 au village de Taourirt Moussa.
- Khemici Mohamed ou Belkacem, Artiste peintre ,né en 1964 au village Timegnounine.
- Bahia Amellal, biologiste et auteure francophone de " Dans le giron d'une montagne" "La Rûche de kabylie", "La politesse kabyle"
- Boudarenne Mahmoud Medecin psychiatre et écrivain né en 1953 originaire du village de Taguemount Azouz;
- Max Drider,Max Drider, auteur francophone, né à Marseille le 16 novembre 1942 d’un père de Tizi Hibel et d’une mère française de Troyes. Il a écrit La SAS des Beni-Douala : Un adolescent dans la tourmente'

- Malika Domrane, chanteuse kabyle originaire du village de Tizi Hibel.
- Cherif Hamani, chanteur kabyle, originaire du village de Tagragra.
- Lydia Guirous, née le 28 décembre 1984 à Tizi Hibel (Algérie), est une femme politique française, également de nationalité algérienne. Féministe engagée, ancienne militante au Parti radical, elle est nommée en 2015 secrétaire nationale chargée des valeurs de la République et de la laïcité à l'UMP par Nicolas Sarkozy. Elle est porte-parole du parti Les Républicains de 2015 à 2016 puis entre 2017 et 2019.